# نیکلای بولگانین
نیکلای آلکساندروویچ بولگانین (روسی: Никола́й Алекса́ндрович Булга́нин؛ ۱۱ ژوئن ۱۸۹۵ – ۲۴ فوریهٔ ۱۹۷۵) یک سیاستمدار اهل اتحاد جماهیر شوروی بود. او بین سال‌های ۱۹۵۳ تا ۱۹۵۵ به‌عنوان وزیر دفاع شوروی خدمت کرد. وی همچنین از سال ۱۹۵۵ تا ۱۹۵۸ سمت رئیس شورای وزرای شوروی را برعهده داشته‌است.

## زندگی‌نامه
بولگانین در ۱۱ ژوئن [سبک قدیمی: ۳۰ مه] ۱۸۹۵ در شهر نیژنی نووگورود به دنیا آمد.
وی در سال ۱۹۱۷ به حزب بلشویک پیوست. از سال ۱۹۱۸ الی ۱۹۲۲ در چکا کار می‌کرد.
و از سال ۱۹۲۲ الی ۱۹۲۷ در شورای عالی اقتصاد انجام وظیفه نمود.
از سال ۱۹۲۷ الی ۱۹۳۰ عنوان مدیریت امور برق شهر مسکو را داشت.
وی از سال ۱۹۳۱ الی ۱۹۳۷ به سمت ریاست شورای شهر مسکو منصوب گشت.
در سال ۱۹۳۷ به ریاست شورای تدارک ملی اتحاد جماهیر شوروی منصوب گشت و تا سال ۱۹۳۸ در این سمت باقی بود.
از سال ۱۹۳۸ الی ۱۹۴۱ با حفظ سمت قبلی ریاست بانک دولتی را نیز عهده‌دار گشت.
در سال ۱۹۴۱ به عضویت شورای نظامی و کمیته دفاع ملی برگزیده شد.
در سال ۱۹۴۷ به وزارت دفاع اتحاد جماهیر شوروی رسید.
بولگانین از ۱۹۵۳ تا ۱۹۵۵ به ریاست شورای وزرا (نخست‌وزیری) انتخاب گشت.
وی بین سال‌های ۱۹۳۴ و ۱۹۳۹ عضویت حزب کمونیست را داشت.
بالاخره در سال ۱۹۵۸ به ریاست اقتصادی ناحیه استاوروپل منصوب گشت.
بولگانین در ۲۴ فوریه ۱۹۷۵ در سن ۷۹ سالگی در مسکو درگذشت.

## افتخارات و جوایز
وی همچنین برنده جوایزی همچون درجه لنین، درجه پرچم سرخ و مقام مارشال اتحاد شوروی است.